# Буземан, Франк
Франк Буземан (нем. Frank Busemann; род. 26 февраля 1975, Реклингхаузен, Северный Рейн-Вестфалия) — немецкий легкоатлет, специалист по многоборьям, спринту и барьерному бегу. Выступал за сборную Германии по лёгкой атлетике в 1993—2002 годах, серебряный призёр летних Олимпийских игр в Атланте, обладатель бронзовой медали чемпионата мира в помещении, победитель Кубка Европы в личном и командном зачёте, многократный победитель и призёр первенств национального значения, рекордсмен страны в семиборье.

## Биография
Франк Буземан родился 26 февраля 1975 года в городе Рекклингхаузен.
Впервые заявил о себе в лёгкой атлетике на международном уровне в сезоне 1993 года, когда вошёл в состав немецкой национальной сборной и побывал на юниорском европейском первенстве в Сан-Себастьяне, откуда привёз награду бронзового достоинства, выигранную в беге на 110 метров с барьерами.
В 1994 году выступил в беге на 60 метров на чемпионате Европы в помещении в Париже. На юниорском мировом первенстве в Лиссабоне одержал победу в беге на 110 метров с барьерами и занял шестое место в эстафете 4 × 100 метров.
В 1995 году отметился выступлением на чемпионате мира в помещении в Барселоне, в финале бега на 60 метров финишировал седьмым.
В 1996 году на домашнем Кубке Европы по легкоатлетическим многоборьям в Лаге был лучшим в личном и командном зачётах. Благодаря череде удачных выступлений удостоился права защищать честь страны на летних Олимпийских играх 1996 года в Атланте — набрал в сумме всех дисциплин десятиборья 8706 очков и получил серебряную олимпийскую награду, уступив только американцу Дэну О’Брайену. За это выдающееся достижение по итогам сезона был признан лучшим спортсменом Германии и получил Серебряный лавровый лист.
После атлантской Олимпиады Буземан остался в составе легкоатлетической команды Германии на ещё один олимпийский цикл и продолжил принимать участие в крупнейших международных стартах. Так, в 1997 году в беге на 110 метров с барьерами он победил на молодёжном европейском первенстве в Турку, в десятиборье завоевал бронзовую медаль на взрослом чемпионате мира в Афинах.
В 1999 году на чемпионате мира в Севилье вынужден был досрочно завершить выступление в десятиборье.
Участвовал в Олимпийских играх 2000 года в Сиднее — на сей раз с результатом в 8351 очко занял итоговое седьмое место.
Отказался от участия в чемпионате мира 2001 года в Эдмонтоне из-за травмы.
В 2002 году на соревнованиях в Таллине установил национальный рекорд Германии в семиборье — 6291 очко.
Завершил спортивную карьеру в 2003 году в возрасте 28 лет в связи с накопившимися множественными травмами. Наивысший результат в 8706 очков, показанный на Олимпиаде в Атланте, делает Буземана четвёртым сильнейшим десятиборцем в истории Германии — после Юргена Хингзена, Уве Фраймута и Зигфрида Венца.
По завершении карьеры спортсмена работал комментатором на телеканале ARD, проявил себя как спортивный функционер и преподаватель.